# NGC 5673
NGC 5673 é uma galáxia espiral barrada (SBc) localizada na direcção da constelação de Boötes. Possui uma declinação de +49° 57' 31" e uma ascensão recta de 14 horas, 31 minutos e 30,6 segundos.
A galáxia NGC 5673 foi descoberta em 15 de Maio de 1787 por William Herschel.